# Impresa agricola
Per la legge italiana l'imprenditore agricolo è colui che svolge un'attività d'impresa agricola, ovvero un'attività d'impresa elencata dall'art. 2135
- selvicoltura
- allevatore di animali
- attività connesse

## Attività

### Attività essenziali
In dottrina si parla di attività essenziali in presenza di coltivazione del fondo, allevamento di animali e selvicoltura. 
L'essenzialità è dovuta al fatto che in assenza questo tipo di attività non si può parlare di imprenditore agricolo.
Il secondo comma dell'art. 2135 del codice civile italiano specifica che queste attività sono le attività dirette alla cura e allo sviluppo di un ciclo biologico o di una fase necessaria del ciclo stesso, di carattere vegetale o animale, che utilizzano o possono utilizzare il fondo, il bosco o le acque dolci, salmastre o marine.

#### Coltivazione del fondo
La più frequente delle attività agricole è la coltivazione del fondo, da considerare non più come l'attività nel campo (rimanendo escluse le coltivazioni in serra o la funghicultura), ma ormai come coltivazione, o meglio cura delle piante nel loro ciclo biologico, non necessariamente per intero. L'attività di cura deve essere costituita da più attività materiali, proprie del concetto di agricoltura (formate in genere da varie fasi come semina, aratura.). Per questi motivi è da escludere invece come attività agricola la mera raccolta di funghi.

#### Selvicoltura
La selvicoltura, ovvero la cura dei boschi è, oggi più di ieri, un'attività di notevole importanza. Oltre all'importanza economica della selvicoltura per la produzione di assortimenti legnosi e secondariamente di funghi, tartufi ed altri prodotti del sottobosco, le aree forestali hanno una grande importanza nella stabilizzazione dei versanti e nella prevenzione del dissesto idrogeologico, senza contare la crescente importanza che al giorno d'oggi viene data all'aspetto paesaggistico.
La selvicoltura razionale si basa su tecniche scientifiche finalizzate a permettere la rinnovazione del bosco dopo il taglio di utilizzazione. I principi fondamentali sono inseriti in norme regionali.
Nella selvicoltura è da considerare l'arboricoltura, ovvero la coltivazione di alberi in aree precedentemente prive o disboscate al fine di ottenere legno, frutti o beni ornamentali. Quest'attività non è compresa nell'attività tipica dei boschi (quindi non assoggettata alle regole forestali) ma è considerata attività agricola in senso stretto, nonostante la produzione di legna (e la relativa commercializzazione) siano elementi evidenti e primari.

#### Allevamento
L'allevamento di animali ha subito una corposa evoluzione non solo a livello tecnologico ma anche, e di riflesso, a livello giuridico. Precedentemente si considerava infatti l'allevamento necessariamente collegato alla coltivazione del fondo o comunque correlato, anche perché gli animali erano massicciamente utilizzati nel lavoro dei campi. 
Con l'introduzione di veicoli, macchinari e trattori è stata operata col tempo una netta scissione tra la coltivazione del campo e l'allevamento, abbracciando parallelamente lo stesso metodo utilizzato per la coltivazione.
Si intende allevamento la cura di almeno una fase biologica di un animale, che comporta nella più tradizionale situazione la nascita e la crescita nonché la riproduzione dello stesso, ma non necessariamente tutte e tre le fasi. L'importante è che l'imprenditore ne compia almeno una. Non sarà imprenditore agricolo pertanto chi importa animali nutrendoli per breve tempo al solo scopo di rivenderli. A maggior ragione non lo sarà il cacciatore.
Questa impostazione è stata fatta propria da un preciso atto normativo, stante anche la recalcitranza della giurisprudenza ad accettare la novità, contenuta nella D.Lgs. 228/2001.
Sono sorti due problemi al riguardo, poi risolti. Per primo, che genere di animali dovrebbe essere compresi nell'allevamento dell'imprenditore agricolo, ovvero se tutti o solo una parte. Si ritiene che sia da preferire la seconda ipotesi, in particolare per animali che, anche se non allevati su un fondo, potrebbero o dovrebbero esserlo.
Altra importante materia è quella dell'acquacoltura, allevamento di fauna acquatica sia in acqua dolce sia salata, riconosciuto dal 2001 come impresa agricola a tutti gli effetti. Non va confusa però con la pesca, dato che quest'ultima presuppone la cattura dei pesci.
La pesca ha avuto un regime particolarmente tormentato, dato che in Italia non era considerata, alla stregua della caccia, un'attività agraria, mentre per l'ordinamento comunitario era inserita nel Protocollo I che definiva le attività da considerare agricole. Ne risultava un sistema discorde e contraddittorio, che escludeva lo status di impresa agricola all'imprenditore ittico per decidere controversie sottoponibili alla normativa nazionale, ed il contrario per materie riservate al diritto comunitario. La situazione è cambiata nel 2001 e con seguenti modifiche nel 2006, laddove il pescatore ed in genere l'imprenditore ittico non sono considerati imprenditori agricoli, ma sono perfettamente equiparati a quest'ultimo.

### Attività connesse
L'imprenditore può essere definito agricolo anche qualora eserciti attività agricole connesse, ovvero quelle attività esercitate dallo stesso imprenditore, dirette alla manipolazione, alla trasformazione, alla conservazione, alla commercializzazione e alla valorizzazione dei prodotti ottenuti dalla coltivazione o dall'allevamento.
Le attività connesse hanno dei requisiti, in particolare quello della connessione con l'attività principale agricola, in mancanza della quale sarebbero attività essenzialmente di natura commerciale o industriale. La connessione, ovvero il legame di relazione ed interdipendenza, comporta che l'attività connessa, autonomamente commerciale, sia secondaria e derivi da quella agricola principale.
Altri requisiti individuati in dottrina sono l'unisoggettività dell'imprenditore, che deve essere lo stesso soggetto, e l'uniaziendalità dell'impresa, che si deve avvalere degli stessi mezzi e strumenti impiegati per l'attività principale. Per sintetizzare, un'unica e medesima impresa.
Le attività connesse si dividono in a prevalenza dei prodotti oppure a prevalenza delle attrezzature.
Ne derivano questi esempi:
- Se acquisto del latte da aggiungere alla mia produzione aziendale e lo trasformo in formaggio da vendere prevalgono i prodotti poiché compero, trasformo e vendo.
- Se con la mia motrice ed aratro vado ad arare il campo di un mio cliente, dopo avere arato il mio fondo, prevalgono le attrezzature, mi faccio pagare il lavoro e l'usura del mezzo.

L'agriturismo è la tipica attività agricola connessa, essendo un'impresa che offre servizi di per sé commerciali (ristorazione, turismo, vendita di prodotti tipici, camere), ma con dei limiti. I prodotti offerti e trasformati devono essere per la maggior parte propri, mentre gli ospiti da accomodare in camera non più di dieci.

## Imprenditore
Sul piano soggettivo, si può distinguere tra imprenditore agricolo professionale, coltivatore diretto ed equiparati.

### Imprenditore agricolo professionale
L'imprenditore agricolo professionale è quello che è andato a sostituire, o meglio quello che è la diretta evoluzione del vecchio i.a.t.p. (imprenditore agricolo a titolo principale) creato nel 1972 dall'ordinamento comunitario.
In particolare mentre prima si chiedeva una certa quantità di reddito e produttività a questo genere di imprese, oggi per le sovvenzioni relative si guarda a quelle imprese che dimostrino redditività, che producano cioè utili nonostante i vari costi concorrenti per rispettare i requisiti minimi d'ambiente ed igiene e benessere degli animali. In altre parole un'impresa efficiente, ovvero capace di stare sul mercato e competervi.
È del 2004 la norma che in Italia avvicina al diritto comunitario l'imprenditore agricolo professionale (IAP), abbandonando vecchie impostazioni che escludevano ad esempio le società di capitali e prevedevano 2/3 del lavoro e del reddito destinati all'attività agricola. I limiti del tempo di lavoro e del reddito sussistono, ma sono stati calati al 50%.

### Coltivatore diretto
Il coltivatore diretto, sempre piccolo imprenditore è l'imprenditore agricolo più classico, elencato nell'art. 2083 c.c. 
Storicamente era coltivatore diretto sia il proprietario sia l'affittuario di un fondo, che doveva partecipare alla fatica dei suoi eventuali dipendenti e non solo gestire i lavori (Carlo Alberto Graziani definisce il coltivatore diretto un colletto bianco con i calli alle mani).
L'attuale sistema nasce nell'immediato dopoguerra e restringe il lavoro necessario dell'imprenditore agricolo e della sua famiglia a un terzo delle sue attività. L'appiattimento della divergenza normativa tra affittuario e proprietario del fondo è però stato raggiunto soltanto nel 1982.
Associandolo agli artigiani ed ai piccoli commercianti, il nostro ordinamento richiede che la modalità con cui viene svolta l'attività sia svolta direttamente ed in maniera esecutiva dal soggetto.

### Equiparati
Ci sono due tipi di equiparati, uno al coltivatore diretto ed un altro all'imprenditore agricolo in generale. A sua volta il primo è suddiviso in due figure:
- Laureato e diplomato in materie agrarie solo ai fini dell'applicazione della Legge 203/82
- Cooperative agricole

Vanno considerati inoltre gli imprenditori ittici.

## Impresa familiare
La impresa familiare coltivatrice è disciplinata dagli artt. 230bis c.c. e dall'art.48 della legge 203/1982, il primo relativo alla figura generica dell'impresa familiare, il secondo specificatamente destinato a quella agricola, laddove non sia in contrasto con la normativa generale. Innanzitutto è bene chiarire che non serve un contratto, anche se così sembra prevedere la legge speciale, in virtù proprio dell'art.230bis. Si tratta a ben vedere di creare una figura giuridica combinando i disposti di entrambi gli articoli, in particolare utilizzando il 230bis per la regolazione interna dei rapporti, il 48 203/82 per la responsabilità esterna, al fine avere un organismo collettivo finalizzato all'esercizio in comune di un'impresa agricola. Merita in particolare la responsabilità esterna, prevista per tutti gli appartenenti della famiglia, un esame di comparazione con le regole della società semplice (cui l'impresa famigliare coltivatrice è fortemente ispirata) perfettamente analogiche, laddove i soci sono tutti responsabili per decisioni ed obbligazioni esterne assunte disgiuntamente, purché non prese in netto contrasto con decisioni prese a maggioranza, in tal caso la responsabilità è del singolo.
I componenti di tale impresa devono comunque svolgere lavoro esecutivo, non solo co-direttivo e co-organizzativo, secondo il criterio del terzo.

## Società
L'imprenditore agricolo può essere anche una società, sia di persone sia di capitali, oltre che cooperative.
L'impresa agricola rimane comunque un'impresa commerciale ma qualora in possesso dei requisiti previsti dall'art. 2135 c.c. otterrà lo status di agricola e in quanto tale non sarà assoggettata al fallimento e alle altre procedure concursuali (ex art 2221 c.c.) né obbligata alla tenuta delle scritture contabili (ex-art. 2136 c.c.).
Dal 2004 è prevista espressamente la "società agricola", che deve svolgere le attività previste per il singolo imprenditore e, sebbene non sia vincolata a qualche forma societaria, deve rispettare alcuni canoni come ad esempio l'espressa qualifica nella ragione sociale o denominazione. Tali società acquisiscono coi giusti requisiti il titolo di IAP, le rispettive agevolazioni tributarie e creditizie.

### Cooperative agricole
Regolata dagli artt. 2511 e seguenti del codice civile, la cooperativa agricola, ricalcando quella ordinaria, si differenzia dalle società per la modalità degli utili: non sono vantaggi ottenuti in base alla quota di capitale versato dal socio in seguito alla divisione degli utili, bensì ricavi proporzionali all'attività produttiva svolta in seno alla cooperativa.
Obiettivo delle cooperative, distinguibili in cooperative di lavoro, di consumo o di servizi, è di ottenere merci o prestazioni a prezzi inferiori sul mercato, o retribuzioni più elevate (mancando ad esempio l'intermediario di vendita) dalla vendita. È il caso evidente di due soci che commerciano determinati beni agricoli, venduti a prezzi più elevati rispetto all'ingrosso al venditore al dettaglio, ma comprati allo stesso tempo a prezzi decisamente inferiori rispetto al mercato, senza contare i cosiddetti ristorni.
Perché ci sia una cooperativa agricola, questa deve rispondere sia ai requisiti della cooperativa sia a quelli dell'impresa agricola.